# Lista Pannella
Lista Pannella var en libertariansk vallista under 1990-talet. Den var namngiven efter dess grundare och ledare Marco Pannella, som hade varit ledare för Partito Radicale från 1963 till 1989. Efter att Partito Radicale upplösts splittrades dess medlemmar i flera olika fraktioner, som anslöt sig till olika partier. En del anslöt sig till Pannella för att grunda Lista Pannella. I Europaparlamentsvalet 2004 ersattes Lista Pannella av Lista Bonino, som gjorde en stor framgång och fick 8,5 % av rösterna.